# Província de Béni Mellal
La província de Beni Mellal (en àrab إقليم بني ملال, iqlīm Banī Mallāl; en amazic ⵜⴰⵙⴳⴰ ⵏ ⴰⵢⵜ ⵎⵍⵍⴰⵍ, tasga n Ayt Mllal) és una de les províncies del Marroc, fins 2015 part de la regió de Tadla-Azilal i actualment de la de Béni Mellal-Khénifra. Té una superfície de 6.638 km² i 946.018 habitants censats en 2004. La capital és Beni Mellal.

## Divisió administrativa
La província de Beni Mellal consta de 4 municipis i 18 comunes:
| Nucli de població                     | Habitants        | Habitants        |
| Nucli de població                     | 2. Setembre 1994 | 2. Setembre 2004 |
| ------------------------------------- | ---------------- | ---------------- |
| Beni Mellal (M)                       | 140.212          | 163.286          |
| El Ksiba (M)                          | 15.355           | 18.481           |
| Kasba Tadla (M)                       | 36.570           | 40.898           |
| Zaouiat Cheikh (M)                    | 19.906           | 22.728           |
| Aghbala                               | 11.754           | 12.400           |
| Ait Oum el Bekht                      | 9.531            | 9.893            |
| Boutferda                             | 5.452            | 6.333            |
| Dir El Ksiba                          | 19.559           | 19.130           |
| Foum El Anceur                        | 10.190           | 13.795           |
| Foum Oudi                             | 7.194            | 7.802            |
| Guettaya                              | 14.701           | 14.621           |
| Naour                                 | 6.409            | 6.433            |
| Oulad Gnaou (Ouled Gnaou)             | 10.708           | 11.256           |
| Oulad M'Barek (Ouled M’Barek)         | 15.578           | 17.578           |
| Oulad Said L'Oued (Ouled Said L'Oued) | 12.454           | 13.618           |
| Oulad Yaich (Ouled Yaich)             | 26.744           | 27.773           |
| Oulad Youssef (Ouled Youssef)         | 11.598           | 12.804           |
| Semguet                               | 10.786           | 11.122           |
| Sidi Jaber                            | 17.961           | 18.678           |
| Taghzirt                              | 18.046           | 18.942           |
| Tanougha                              | 9.412            | 10.874           |
| Tizi N'Isly                           | 6.003            | 10.060           |